# Digital Engineering
Digital Engineering (auch Digitales Systems Engineering, Digitalisierungsingenieurwesen) ist eine multidisziplinäre Herangehensweise im Ingenieurwesen und den Technikwissenschaften für die Herstellung komplexer Systeme. Dabei werden digitale Technologien, Verfahren und Werkzeuge für die Planung, Erstellung, Fortentwicklung, Produktion und den Einsatz komplexer Systeme, die aus einer Vielzahl von intelligenten Hardware- und Softwarebausteinen bestehen können, eng miteinander verknüpft und angewendet.
Digital Engineering unterstützt bei der Planung insbesondere dadurch, dass technisches Design, Analyse und Fertigung solcher Systeme systematisch und mit vorhersagbaren Ergebnissen durchgeführt werden können. Dafür wurden und werden Verfahren und Strategien erforscht und entwickelt, mit denen die Digitale Transformation, die in Wirtschaft, Verwaltung und Gesellschaft ein zentrales Thema darstellt, umgesetzt werden kann. Digital Engineering ist deshalb in allen Branchen einsetzbar.
Die deutsche Sektion der Internationalen Gesellschaft der Systemingenieure (INCOSE) in ihrem Systems Engineering Book of Knowledge (SEBoK), wie auch die IEEE und die US-Regierung haben seit Juni 2018 aktuelle Definitionen, Empfehlungen über die Strategie und Herangehensweisen für digitales Ingenieurwesen von komplexen Systemen (Digital Engineering Strategy) veröffentlicht.
Ältere Definitionen sehen Digital Engineering als ingenieurgetriebene Methode für die Planung, zum Aufbau und zum Betrieb von IT-Systemen, Anwendungen und Diensten und grenzen das von allen anderen Ingenieursdiziplinen ab. Auch die Deutsche Gesellschaft für Informatik hat Digital Engineering bisher primär in der Informatik verortet, jedoch darauf hingewiesen, dass der Ansatz im Zusammenhang mit komplexen Systemen breiter aufgestellt werden müsse mit allen anderen technischen Disziplinen.

## Zusammenhang, Begrifflichkeiten und Ziele
Immer ausgefeiltere digitale Methoden und Verfahren im Ingenieurwesen haben in allen Disziplinen sowohl für Hardware wie für Software seit 2004 den Fokus immer stärker auf die Möglichkeiten digitaler Modelle von physischen Systemlösungen gelenkt, die erst hergestellt werden, wenn das digitale Modell allen Erwartungen an die gewünschten Fähigkeiten entspricht. Dabei ist das Konzept des Digitalen Zwillings entstanden und damit die Grundlage für heutiges Digital Engineering gelegt worden. Digital Engineering und digitale Zwillinge sind eng verwandte, aber unterschiedliche Konzepte, die das bisherige Definitions-Dilemma beseitigen.

### Digital Engineering
Um im Ingenieurwesen komplexe Systeme zu entwerfen, zu analysieren und zu entwickeln, nutzt man eine Vielzahl von Konzepten und Prinzipien aus unterschiedlichen, sich aber ergänzenden technischen Fachrichtungen. Es kommen dabei digitale Methoden, Technologien und Werkzeuge zum Einsatz. Das schließt computergestütztes Design (CAD), computergestützte Konstruktionswerkzeuge (CAE) sowie weitere digitale Modellierungs-, Simulations- und Analysetechniken ein. Softwaretechnologien helfen dabei, spezifische Fähigkeiten von Prozessen, Produktkomponenten und Dienstleistungen zu entwickeln, die man für komplexe Systeme benötigt.
Digital Engineering ist nicht an bestimmte Softwaretechnologien gebunden – es berücksichtigt vielmehr alle technischen Daten, die während des gesamten System-Lebenszyklus erzeugt werden und verfügbar sind. Die multidisziplinäre Herangehensweise erleichtert es Ingenieuren, Modelle komplexer technischer Systeme digital darzustellen. Diese Modelle können für eine Vielzahl von Zwecken verwendet werden, z. B. für die Analyse der Leistung eines Systems, die Simulation seines Verhaltens, für die Verbesserung seiner funktionalen Qualität, für effektives Testen oder die weitere Optimierung seines Designs. Dabei spielen u. a. auch Erkenntnisse aus dem Virtual Engineering eine Rolle.

### Digitaler Zwilling
Digitale Zwillinge werden mittlerweile als Schlüsselwerkzeug für digitale ingenieurtechnische Lösungsansätze verwendet. Digital Engineering stellt die software-basierten Techniken und Werkzeuge für die Erstellung, Simulation und Analyse digitaler Zwillinge zur Verfügung, während digitale Zwillinge als digitale Darstellungen von physischen Objekten oder Systemen eine wertvolle Quelle von Daten, Informationen und Erkenntnissen für die technische Planung und Analyse des betrachteten Systems darstellen.
Digitale Zwillinge können zur Überwachung, Steuerung und Optimierung der Leistung ihrer realen Gegenstücke verwendet werden. Digital Engineering und digitale Zwillinge unterstützen damit gemeinsam die effiziente und effektive Entwicklung und insbesondere wertvolle Einblicke in den Einsatz komplexer Systeme.

### Ziele
Insgesamt besteht das Ziel solcher ganzheitlichen, digitalen Verfahren im Ingenieurwesen darin, Geschwindigkeit, Genauigkeit, Zuverlässigkeit und Zusammenarbeit von technischen Entwurfs- und Analyseprozessen zu verbessern, um die Entwicklung besserer, effektiverer komplexer Systeme und Produkte zu unterstützen. Dies zielt auf die Prozessbeherrschung über den gesamten Produktlebenszyklus ab, sowohl für Hardware- wie für Softwarekomponenten solcher Systeme.
Dieses Ziel kann durch den Einsatz digitaler Technologien und Werkzeuge zur Darstellung, Simulation und Analyse komplexer Systeme mit digitalen Modellen leichter erreicht werden, anstatt herkömmliche dokumenten-basierte Methoden zu verwenden. Digital Engineering kann Ingenieuren dabei helfen, komplexe Systeme schneller zu optimieren, indem sie mit digitalen Modellen der Systeme arbeiten und ihr Verhalten unter verschiedenen Bedingungen testen und bewerten können. Darüber hinaus kann die digitale Technik die Kommunikation zwischen Ingenieurteams unterstützen, indem sie eine gemeinsame digitale Plattform für die gemeinsame Nutzung und Koordinierung von Entwurfs- und Analyseinformationen bereitstellt. Auf diese Weise werden sehr frühzeitig Fehler sichtbar gemacht und ihre Auswirkungen können leichter nachverfolgt und beseitigt werden.

## Teilgebiete
Umfassende digitale Verfahren im Ingenieurwesen sind sehr breit gefächert und bestehen aus mehreren Teildisziplinen. Einige Beispiele für Teildisziplinen des Digital Engineering sind:
- Modellbasiertes Systems Engineering (MBSE): Hierbei handelt es sich um den Einsatz digitaler Modellierungs- und Simulationstechniken zur Unterstützung der Entwicklung komplexer Systeme. MBSE konzentriert sich auf die Verwendung digitaler Modelle zur Darstellung der verschiedenen Komponenten, Anforderungen und Verhaltensweisen komplexer Systeme sowie zur Analyse und Optimierung ihrer Leistung.

- Modellierung und Simulation (M&S): Hierbei handelt es sich um die Verwendung von Modellen (z. B. physikalische, mathematische oder logische Darstellungen) eines Systems oder Prozesses, um diese für einen praktischen Zweck, z. B. die technische Entscheidungsfindung, nachzuahmen.

- Künstliche Intelligenz (KI): Dies ist die Simulation von Intelligenz durch Maschinen, vor allem durch maschinelles Lernen und Data Mining. KI-Technologien wie intelligente Agenten können zur Verbesserung und Erweiterung digitaler technischer Modellierung und Simulationen eingesetzt werden, um sie intelligenter und widerstandsfähiger zu machen. Gerade die Modellierung von KI-Funktionalität bei der Konzeption von komplexen Systemen ist eine besondere Herausforderung.

- Computergestützter Entwurf (CAD): Hierbei handelt es sich um den Einsatz von Computersoftware zur Unterstützung des Entwurfs und der Erstellung von technischen Plänen und Diagrammen. CAD-Tools ermöglichen es Ingenieuren, räumliche digitale Modelle komplexer Systeme zu erstellen und ihre Konstruktionskonzepte und -details zu visualisieren, zu überprüfen, zu ändern und zu dokumentieren.

- Rechnergestützte Entwicklung (CAE): Hierbei handelt es sich um den Einsatz von Computersoftware zur Unterstützung der Analyse und Simulation komplexer Systeme. CAE-Werkzeuge ermöglichen es Ingenieuren, das Verhalten digitaler Modelle komplexer Systeme unter verschiedenen Bedingungen zu testen und zu bewerten, um deren Leistung zu analysieren und zu optimieren.

- Additive Fertigung (3D-Druck): Hierbei handelt es sich um den Prozess der Herstellung eines physischen Objekts aus digitalen Modellen, indem aufeinanderfolgende Schichten von Materialien wie Kunststoff oder Metall aufgetragen werden, um das endgültige physische Objekt zu schaffen. Die additive Fertigung ist eine Form der digitalen Fertigung, die die digitale Umwandlung von digitalen 3D-CAD-Modellen in reale Produkte automatisiert, die dann in 3D gedruckt werden.

- Virtuelle Realität (VR) und erweiterte Realität (AR): VR ist die Verwendung einer softwaregesteuerten digitalen („virtuellen“) Simulation, um die Realitätswahrnehmung des Benutzers zu verändern, während AR die Erweiterung einer physischen („realen“) Basis ist, der digitale Informationen hinzugefügt werden, um die Gesamtwahrnehmung der Realität durch den Benutzer zu verbessern. VR- und AR-Computersoftware kann verwendet werden, um digitale technische Modellierung und Simulationen (M&S) zu verbessern und zu erweitern, um sie realistischer zu machen.

Dies sind nur einige Beispiele für die vielen Teildisziplinen des digitalen Ingenieurwesens. Es gibt viele andere spezialisierte Studien- und Praxisbereiche, die in den breiteren Bereich des Digital Engineering fallen, von denen sich jeder auf einen bestimmten Aspekt oder eine bestimmte Anwendung digitaler Technologien und Werkzeuge im Ingenieurwesen konzentriert. Deshalb spielen in einem Digital Engineering Ökosystem von Methoden, Verfahren und Werkzeugen moderne Technologien der semantischen Interoperabilität eine herausragende Rolle.

## Zusammenfassung
Zusammenfassend lässt sich sagen, dass es sich bei digitalen Verfahren im Ingenieurwesen um die Prozesse der Erstellung virtueller Modelle technischer Systeme handelt, während digitale Zwillinge eine spezielle Art von digitalen Modellen sind, die physische Objekte oder Systeme in einem digitalen Format darstellen. Beide sind wichtige Werkzeuge für ganzheitliche Herangehensweisen im Bereich des digitalen Ingenieurwesens und werden oft zusammen eingesetzt, um die Konstruktion, Produktion und Leistung komplexer Systeme zu verbessern, die aus Hardware und Software bestehen.
Nachdem Software mittlerweile die kritische Ressource in den meisten komplexen Systemen und Produkten, aber auch in Unternehmen selbst geworden ist, wurde speziell für die Softwareentwicklung erkannt, dass Digital-Engineering-Ansätze ein wichtiger Schlüssel sind zur Überwindung vielfältiger Schwächen, die dort anzutreffen sind. Wie in allen anderen Ingenieur-Disziplinen wird auch hier mit Digital Engineering insbesondere und interdisziplinär Transparenz für alle Beteiligten, effektive Steuerung von Teams, präzise Kontrolle des Fortschritts und ganzheitliche Überwachung von Entwicklungsergebnissen ermöglicht.

## Einsatzbereiche und Verwendung
Für Digital Engineering werden modell-basierte Verfahren und Werkzeuge benötigt. Dazu gehören besonders SysML und Arcadia sowie Werkzeuge wie Rhapsody, Cameo Systems Modeller, Enterprise Architect, Capella und andere für die Erzeugung vollständiger und konsistenter Systemarchitekturen. Alle diese Werkzeuge benötigen semantisch-sicherern Daten- und Informationsaustausch untereinander und mit weiteren Verfahren für die Systemherstellung und -bereitstellung.

### Digital Engineering mit SysML
- In der Automobilbranche integrieren alle großen Hersteller ihre SysML-Werkzeuge mit anderen Werkzeugen ihrer Engineering-Verfahrenslandschaft für eine effektivere Produktion ihrer Produkte.[17] Dabei kommen zunehmend auch M&S, KI und VR/AR zum Einsatz.
- Umfassende Einsätze des Cameo System Modelers und Rhapsody finden sich im Verteidigungsbereich, besonders beim Verteidigungsministerium der Vereinigten Staaten. Auch hier kommen immer stärker M&S, KI und VR/AR zum Einsatz.[18][19]

### Digital Engineering mit Arcadia
Arcadia, eine Erweiterung von SysML, wird gemeinsam mit dem Werkzeug Capella in einer ganzen Reihe von Branchen eingesetzt. Fallbeispiele dokumentieren Arcadia/Capella-Projekte bei Thales Australien, Deutsche Bahn – Digitale Schiene Deutschland, UK Atomic Energy Authority, Rolls-Royce, Ariane Group, CNES, Autonomous Train Projekt, Framatome und Continental Automotive. Die European Space Agency (ESA) ist ebenfalls ein Arcadia/Capella Nutzer.
Den Arcadia/Capella-Einsatz nutzen zudem komplexe Bahnprojekte wie im Bereich der Leit- und Sicherungstechnik für Eisenbahnen in Nordeuropa. oder beim Großprojekt SmartRail 4.0 der europäischen Bahngesellschaften in diverser Projektarbeit.
Ein anderer Anwendungsbereich ist das MBSE-Explorations-Großprojekt mit Arcadia und Capella beim weltgrößten Hersteller für Mikroelektrionik-Herstellungsmaschinen ASML.
Darüber hinaus werden Arcadia und Capella bei einer Vielzahl von weiteren industriellen Akteuren eingesetzt. Ein Spezialfall ist dabei die Siemens AG, die gemeinsam mit OBEO Arcadia und Capella in das Produktportfolio von Siemens Digital Industries Software integriert hat.
Einmal jährlich wird auf den Capella Days über neue Arcadia/Capella Projekte aus allen Teilen der Welt berichtet. Zusätzlich finden in regelmäßigen Abständen Webinare statt, wo über Spezialthemen vorgetragen wird.

## Ausbildung
Eine Reihe spezifischer Studiengänge im deutschsprachigen Raum bietet das Thema Digital Engineering mit unterschiedlichen Schwerpunktsetzungen an:
- Hamburger Fern-Hochschule – Studiengang Digital Engineering mit den Schwerpunkten Mechatronik, Elektrotechnik und Informatik[33]
- Uni Potsdam – HPI – Studiengang Digital Engineering mit den Schwerpunkten Cybersecurity, Data Engineering, IT-Systems Engineering, Digital Health und Software Systems Engineering[34]
- Uni Magdeburg – Studiengang Digital Engineering mit den Schwerpunkten Maschinenbau, Elektrotechnik, Verfahrenstechnik und Informatik[35]
- Ostfalia Hochschule – Studiengang Digital Engineering mit den Schwerpunkten Maschinenbau und Informatik[36], auch als duale Ausbildung bei VW[37]
- Uni Weimar – Studiengang Digital Engineering mit den Schwerpunkten Bauingenieurwesen und Medieninformatik[38]
- Uni Paderborn – HNI – Studiengang Advanced Systems Engineering mit den Schwerpunkten Elektronik, Informatik und Maschinenbau[39]
- Technische Hochschule Ostwestfalen-Lippe – Studiengang Digitalisierungsingenieurwesen mit den Schwerpunkten Produktentstehung, Product Lifecycle Management, Fertigung und Informatik[40]
- RWTH Aachen – Studiengang Management and Engineering in Computer Aided Mechanical Engineering  mit Schwerpunkten Modellierung & Simulation im Maschinenbau und Informatik[41]
- Akademie Glauchau – Studiengang Digital Engineering mit den Schwerpunkten Interdisziplinäre Ingenieurwissenschaften und Informatik[42]
- Hochschule Kaiserslautern – Studiengang Digital Engineering mit den Schwerpunkten Elektrotechnik und Informatik[43]
- Hochschule Reutlingen – Fortbildungsstudium in Digital Engineering mit den Schwerpunkten Wirtschaftsingenieurwesen und Informatik[44]
- Hochschule München – Studiengang Digital Engineering mit den Schwerpunkten Interdisziplinäre Ingenieurwissenschaften und Informatik[45]
- TU Graz – Studiengang Digital Engineering mit den Schwerpunkten Elektrotechnik, Maschinenbau und Informatik[46]
- Hochschule Luzern – Studiengang Digital Engineering mit den Schwerpunkten Elektronik, Mechanik, Robotik und Informatik[47]
- AKAD Bildungsgesellschaft – Studiengang mit den Schwerpunkten Maschinenbau und Informatik[48]

Verschiedene Institute der Fraunhofer-Gesellschaft bieten darüber hinaus Möglichkeiten für Abschlussarbeiten oder Promotionen zum gesamten interdisziplinären Spektrum des Digital Engineering.

## Weiterführende Literatur
- Mary A. Bone, Mark R. Blackburn, Donna H. Rhodes, David N. Cohen, Jaime A. Guerrero: Transforming systems engineering through digital engineering. In: The Journal of Defense Modeling and Simulation. Band 16, Nr. 4, 10. Januar 2018, doi:10.1177/1548512917751873 (englisch).
- William J. Dally, John W. Poulton: Digital Systems Engineering. Cambridge University Press, Cambridge 2008 (englisch, eingeschränkte Vorschau in der Google-Buchsuche).
- Victor Singh, K. E. Willcox: Engineering Design with Digital Thread. In: AIAA Journal. Band 56, Nr. 11, November 2018, S. 4515–4528, doi:10.2514/1.J057255 (englisch).
- P. Zimmerman: DoD Digital Engineering Strategy. Proceedings of the 20th Annual National Defense Industrial Association (NDIA) Systems Engineering Conference, 23.–26. Oktober 2017, Springfield, VA.OUSD R&E,DoD Digital Engineering Strategy, Juni 2018.